# 南松本 (松本市)
南松本（みなみまつもと）は長野県松本市の市街地の南の地区であり、これには大きく2つの定義がある。
1. JR南松本駅の北西側にある町丁である。本項はこちらについて述べる。
2. 町丁としての「南松本」も含むがそれよりはるかに広く、中心市街地の南側に広がる新興市街地を指すものである。「南松本」（「南松（なんまつ」）と通称される。

## 概要
現行行政地名は南松本1丁目及び南松本2丁目。住居表示実施済み。
東部の（篠ノ井線の線路に近い）1丁目と西部の（国道19号に近い）2丁目がある。穴田川の源流がある。
南松本駅周辺には中規模のビルが建ち、工場や団地が多いが現在工場は減りつつある。またやまびこ道路沿いには郊外型の専門店が多い。江戸時代は出川町村の一部であった。

## 歴史
- 1979年（昭和54年）7月1日 - 1〜2丁目で住居表示実施[4]。

## 世帯数と人口
2018年（平成30年）10月1日現在の世帯数と人口は以下の通りである。
| 丁目        | 世帯数  | 人口  |
| ----------- | ------- | ----- |
| 南松本1丁目 | 258世帯 | 512人 |
| 南松本2丁目 | 210世帯 | 403人 |
| 計          | 468世帯 | 915人 |

## 施設
- 信濃むつみ高等学校
- 日穀製粉 松本工場
- 東京インテリア家具 松本店

## 公共交通
- JR東日本篠ノ井線南松本駅
- アルピコ交通バス、松本市西部地域コミュニティバス